# استفان دیون
استفان دیون (انگلیسی: Stéphane Dion؛ زادهٔ ۲۸ سپتامبر ۱۹۵۵) یک سیاست‌مدار و جامعه‌شناس اهل کانادا است. وی در دولت جاستین ترودو و در زمان انتخاب کابینهٔ جدید در سال ۲۰۱۵ میلادی به‌عنوان وزیر خارجهٔ دولت جدید انتخاب شد.
وی سابقه رهبری حزب لیبرال کانادا را در سال‌های ۲۰۰۶ تا ۲۰۰۸ نیز در کارنامه دارد. این استاد سابق دانشگاه در کابینه‌های ژان کرتین و پل مارتین نیز عضویت داشت.

## منابع

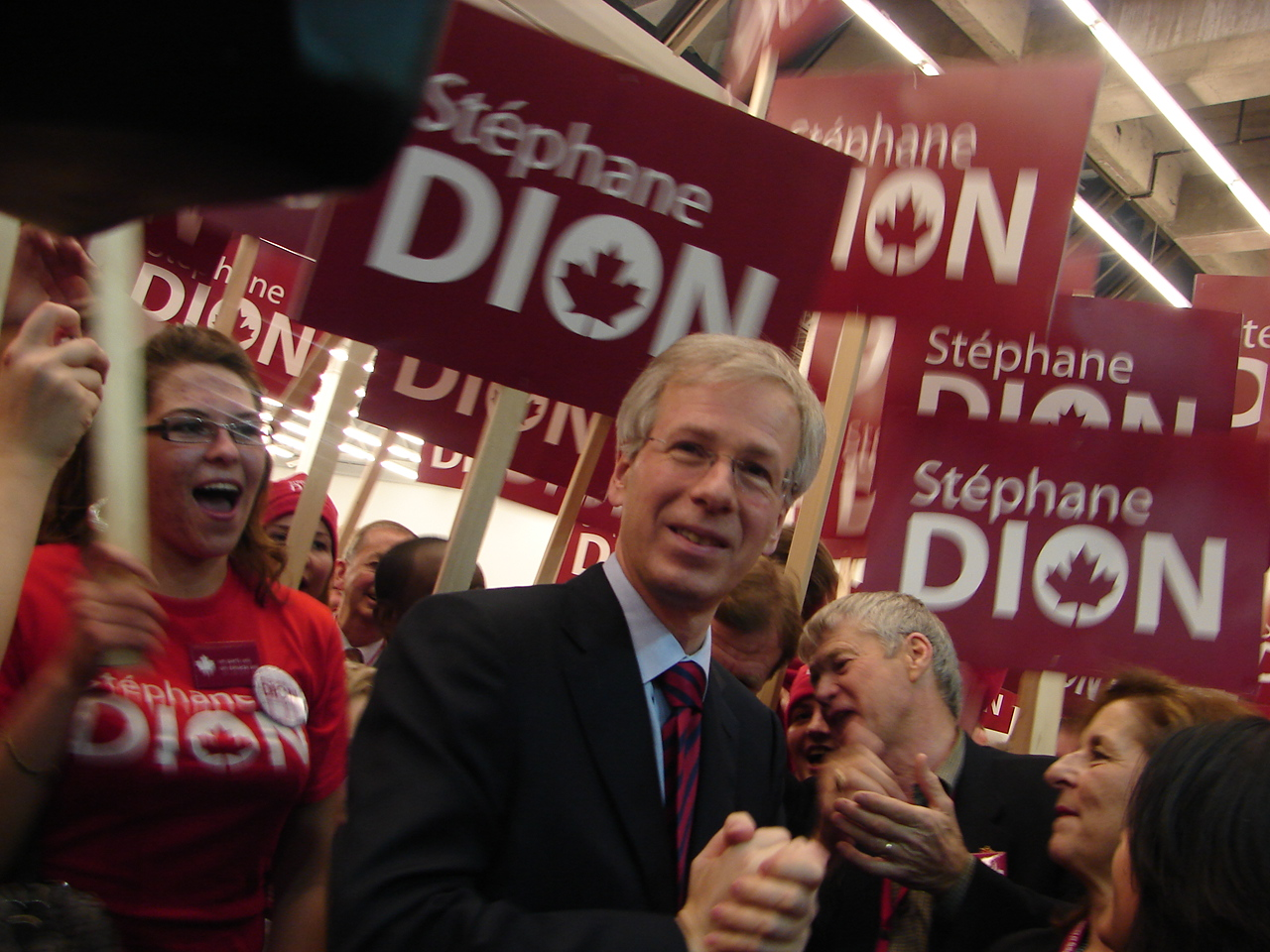
دیون در میان هواداران حامی خودش